# Tacuarembó
Pour les articles homonymes, voir Tacuarembó (homonymie).
Le département de Tacuarembó est situé dans le nord-est de l'Uruguay.

## Géographie

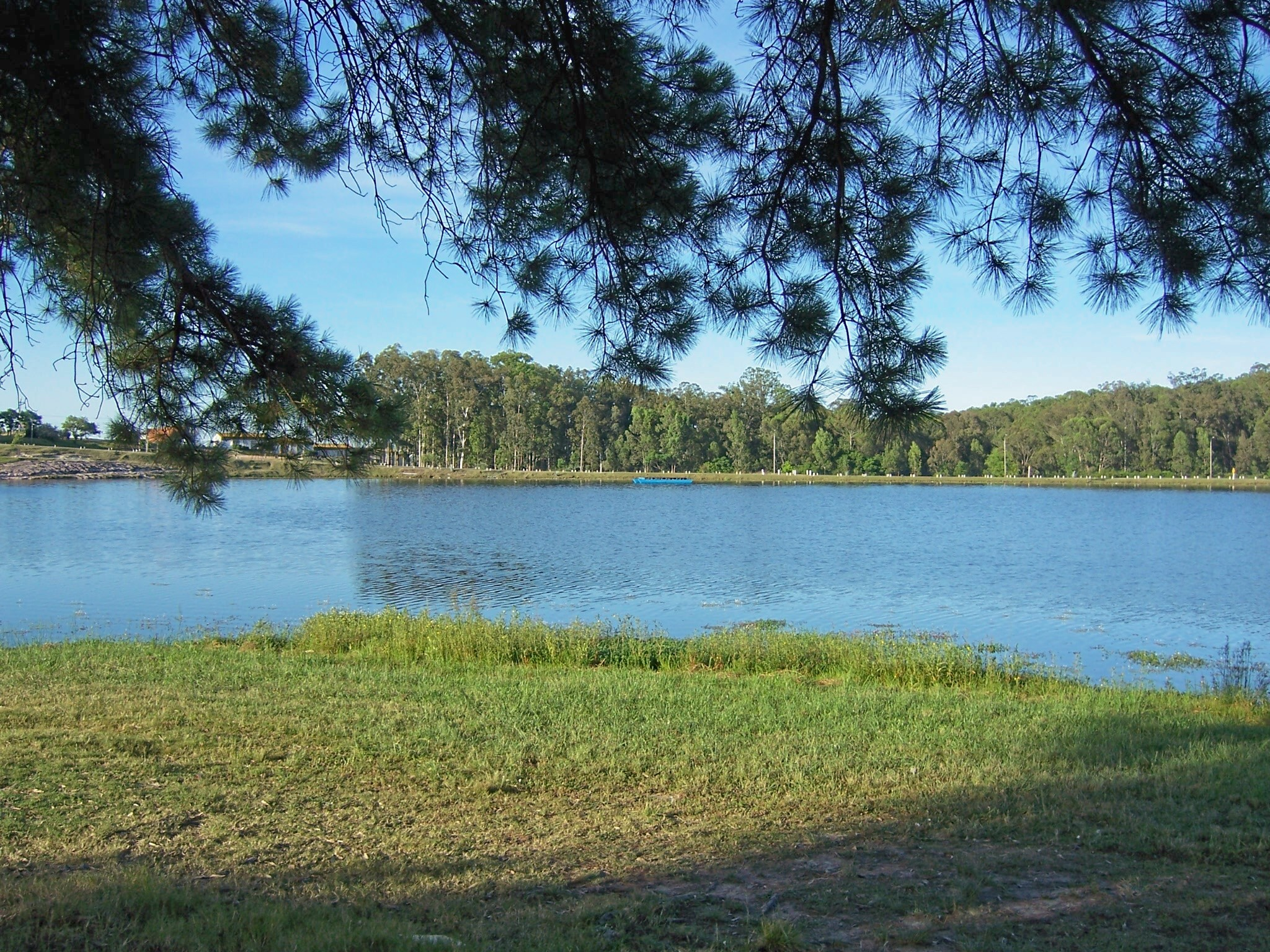
Un lac dans le Tacuarembó.

Il est entouré au nord-est et au nord par le département de Rivera, au sud-est par le Cerro Largo, au sud par celui de Durazno, enfin à l'ouest par les départements de Río Negro, Paysandú et Salto. Il est le département ayant la plus vaste superficie.
C'est un département sans relief notable, mise à part la cuchilla de Peralta à l'extrême sud-ouest du département, la cuchilla de las tres Cruces dans l'extrême nord-est, et les cuchillas de Yaguari et de Caraguata dans le sud-est ou encore la spectaculaire butte témoin de cerro Batoví, toutes étant des ramifications de la Cuchilla de Haedo.
Les rivières du département se jettent toutes dans le río Negro et l'affluent le plus important est le río Tacuarembó qui est la plus grande rivière du département.
Le département est également le lieu de sources de nombreuses rivières dans la partie occidentale de la cuchilla de Haedo dont notamment le Río Arapey Grande, le Río Daymán et le Río Queguay Grande et son affluent, de rive droite, le río Queguay Chico.

## Histoire
Le Tacuarembó fut fondé le 27 janvier 1832 avec la ville de San Fructuoso par le colonel Bernadé Rivera et une cinquantaine de personnes, mandaté par le général Fructuoso Rivera alors président de la république.
Il devint un département uruguayen durant le mandat du gouvernement de Manuel Oribe par la loi du 14 juin 1837.

Le 17 juin 1912, la ville de San Fructuoso devint la ville de Tacuarembó.

## Population

### Villes les plus peuplées

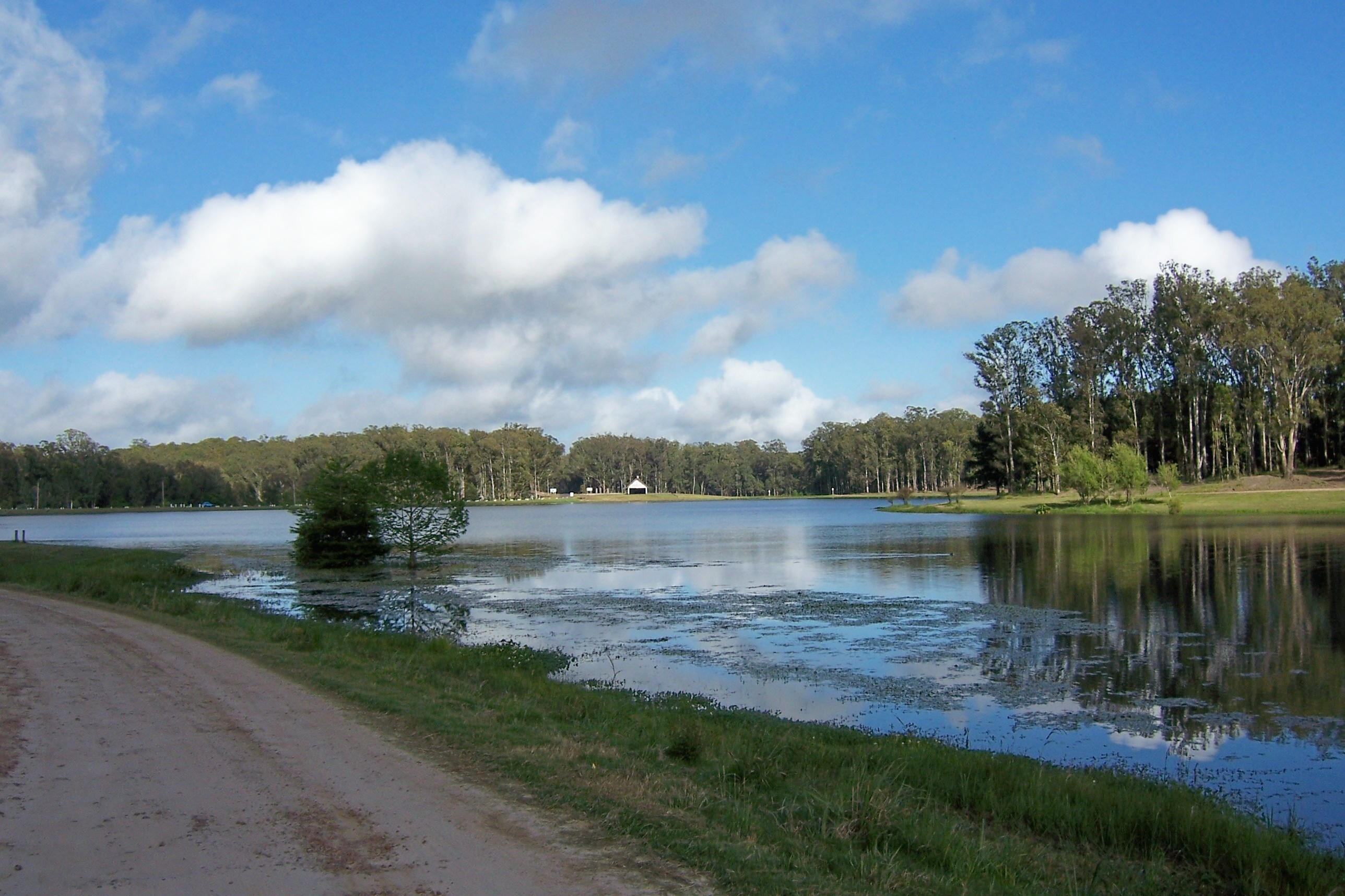
Lac Iporá.

Selon le recensement de 2004.
| Ville                   | Population |
| ----------------------- | ---------- |
| Tacuarembó              | 51 224     |
| Paso de los Toros       | 13 231     |
| San Gregorio de Polanco | 3 673      |
| Ansina                  | 2 790      |
| Curtina                 | 1 029      |

### Autres villes
| Ville               | Population |
| ------------------- | ---------- |
| Las Toscas          | 781        |
| Achar               | 780        |
| Tambores            | 540        |
| Paso Bonilla        | 445        |
| Paso del Cerro      | 310        |
| Cuchilla de Peralta | 296        |
| Piedra Sola         | 211        |
| Clara               | 145        |
| Cuchilla del Ombú   | 120        |
| Pueblo del Barro    | 107        |
| Balneario Iporá     | 99         |
| Rincón del Bonete   | 97         |
| Sauce de Batoví     | 72         |
| Chamberlain         | 51         |
| Cardozo             | 47         |
| Laureles            | 46         |

## Économie
En zones urbaines, l'économie est principalement tertiaire. En revanche, en zones rurales, c'est l'élevage bovin extensif qui est dominant. Toutefois, les plantations forestières sont en constante augmentation depuis les années 90.  Il s'agit principalement de plantations de pins, Pinus taeda destinées à des scieries, mais aussi d'eucalyptus, Eucalyptus globulus, aussi à destination de scieries mais aussi d'usines de fabrication de cellulose. Ces plantations appartiennent à des entreprises étrangères qui ont bénéficié, depuis 1987, date de la première réelle loi forestière, de subventions à la plantation réalisées sur des sols classés prioritaires. 
Sur le río Negro sont installés des barrages hydroélectrique pour le département mais aussi pour d'autres régions aux alentours.